# Karl Johann Philipp von Cobenzl

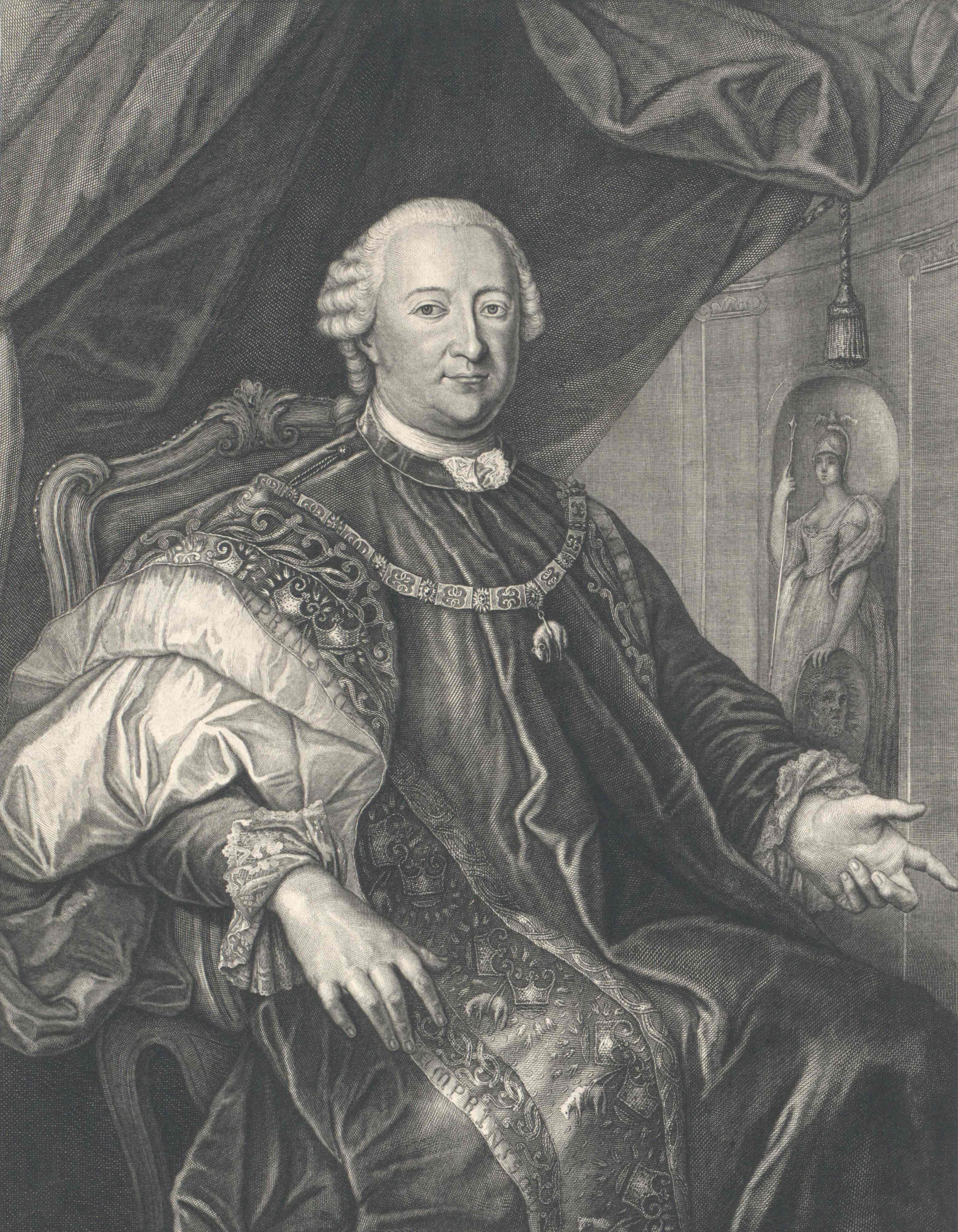
Portretgravure door Jean-Christophe Teucher naar Armand Gillis, ca. 1765

Karl Johann Philipp von Cobenzl (Laibach, 21 juli 1712 - Brussel, 27 januari 1770) was gevolmachtigd minister van de Oostenrijkse Nederlanden te Brussel onder keizerin Maria Theresia van 1753 tot aan zijn dood. Hij was een van de belangrijkste aanhangers en gangmakers van de Verlichting in de Zuidelijke Nederlanden.

## Levensloop

### Opleiding en carrièrestart
Karl Johann Philipp von Cobenzl was de oudste zoon van graaf Johann Caspar von Cobenzl (1664-1742), de keizerlijk raadsheer, en zijn tweede vrouw Carolina Sophia von Rindsmaul (1682-1756) en behoorde als dusdanig tot de hoge Oostenrijkse adel.
Hij studeerde te Leiden en Würzburg en werd in 1730 kamerheer van keizer Karel VI. In 1735 werd Cobenzl in opvolging van zijn vader eveneens keizerlijk raadsheer en vanaf 1738 kreeg hij van de keizer de opdracht om de grensgeschillen tussen Opper-Lotharingen en Neder-Lotharingen op te lossen.
Onder keizerin Maria Theresia bleef Cobenzl als keizerlijke gezant door het keizerrijk reizen om allerhande conflicten te helpen oplossen en om coalities die tegen Maria Theresia waren ontstaan te doen mislukken.

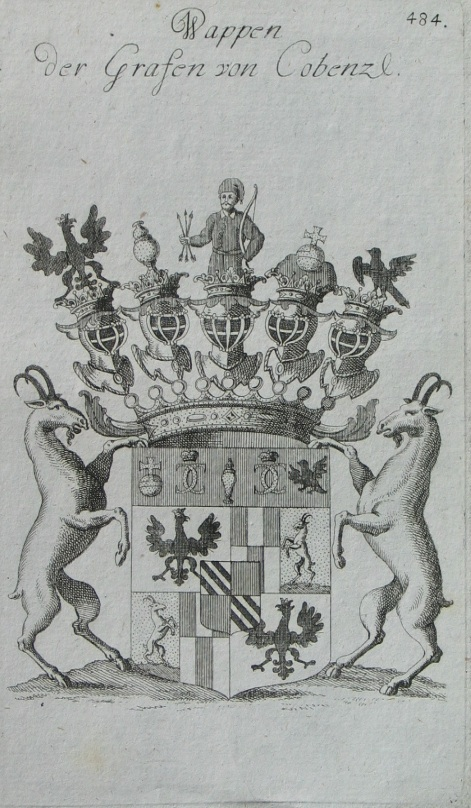
Cobenzl familiewapen

### Als gevolmachtigd minister te Brussel
Op 19 mei 1753 werd Cobenzl door de keizerin benoemd tot gevolmachtigd minister van de Oostenrijkse Nederlanden als opvolger van Antoniotto Botta Adorno die benoemd was tot eerste minister van het groothertogdom Toscane. Als gevolmachtigd minister kreeg Cobenzl de leiding over de administratie en het bestuur onder landvoogd Karel van Lotharingen, een schoonbroer van de keizerin.
Cobenzl, die in de persoon van Wenzel Anton von Kaunitz, kanselier van het Heilige Roomse Rijk, een hoge beschermheer had, slaagde erin om de functie van landvoogd aan banden te leggen. Hij kwam regelmatig in botsing met Karel van Lotharingen die zich niet goedschiks neerlegde bij zijn decoratieve functie waarbij hij zich enkel mocht bezighouden met kunst en cultuur. Cobenzl bleef echter de steun genieten van Wenen. In 1757 werd de Hoge Raad van de Nederlanden te Wenen afgeschaft en vervangen door de diensten van kanselier Von Kaunitz zodat Cobenzl nog meer vrij spel kreeg om grootschalige hervormingen door te voeren.
Minister Cobenzl slaagde erin om zijn stempel te drukken op zowel het politieke, het economische als het geestelijke leven in de Zuidelijke Nederlanden van die periode. Hij was een aanhanger van het despotisme en de Verlichting en voerde met de steun van Kaunitz een centralisatiepolitiek waarbij hij trachtte de privileges van de regionale en lokale besturen te beperken. Dit lukte hem slechts in geringe mate.
Succesvoller was Cobenzl op het financiële en het economische vlak. Samen met Patrice-François de Neny, eveneens een vurig aanhanger van de Verlichting, zette hij een financieel beleid op punt. Hij werd hierin tevens bijgestaan door Barbe de Nettine. In 1760 werden voor het eerst de inkomsten en de uitgaven in kaart gebracht. Dit was nodig omdat de uitgaven omwille van de Zevenjarige Oorlog (1756-1763) begonnen te stijgen. Cobenzl slaagde erin om de inkomsten te verhogen door nieuwe belastingen te heffen, de douanerechten te verhogen, leningen uit te schrijven en keizerlijke loterijen te organiseren (de eerste trekking vond plaats op 31 maart 1761 in het Stadhuis van Brussel). Op economisch vlak zette Cobenzl de mercantilistische politiek van zijn voorganger Botta-Adorno verder. Hij bevorderde de industrie door exclusieve octrooien te geven aan bestaande industrieën zoals de fabricatie van porselein en kantwerk maar ook door de oprichting van nieuwe industrieën zoals de glasblazerijen, katoendrukkerijen en de chemische industrie. Hij gaf verder fiscale voordelen om de ontginning van nieuwe landbouwgronden aan te moedigen en begon met de ontwikkeling van de haven van Oostende.
Ook op cultureel vlak was Cobenzl zeer actief. Hij liet in 1755 de Bibliotheek van de hertogen van Bourgondië (de latere Koninklijke Bibliotheek van België) restaureren en uitbreiden en werd in 1769 president van de Société Littéraire waarvan hij de zorg overliet aan Johann Daniel Schöpflin, professor geschiedenis aan de Universiteit van Straatsburg. Enkele jaren later, in 1772, stond deze vereniging aan de wieg van de Académie royale de Belgique. Cobenzl bevorderde als mecenas het artistieke leven in Brussel en steunde de plaatselijke kunstschilders, beeldhouwers en graveurs. Door zijn verkwistende levensstijl zat hij regelmatig met een zware schuldenberg.
Cobenzl bleef gevolmachtigd minister tot aan zijn dood in 1770. Zijn regeerperiode was zeer lang en vruchtbaar geweest en keizerin Maria Theresia was hem hier heel erkentelijk voor. In 1759 werd hij tot ridder van de Orde van het Gulden Vlies geslagen en hij kreeg het Grootkruis in de Orde van de Heilige Stefanus die in 1764 door de keizerin opgericht was. Tot tweemaal toe betaalde de keizerin de schulden af die hij door zijn verkwistend leven had gemaakt. Bij zijn dood diende zijn weduwe dan ook al zijn bezittingen te verkopen om zijn schulden te kunnen afbetalen. Hun omvangrijke kunstverzameling, waaronder werk van Peter Paul Rubens en Jacob Jordaens, werd verworven door de Hermitage in Sint-Petersburg.
Cobenzl werd als gevolmachtigd minister opgevolgd door Georg Adam von Starhemberg.

## Familie
Karl von Cobenzl was gehuwd met Maria Theresia Palffy von Erdöd (1719-1771). Zij hadden tien kinderen waaronder Johann Ludwig (1753-1809), die voor Oostenrijk de Vrede van Campo Formio ondertekende.